# Połączone Siły Zbrojne AL, PAL i KB

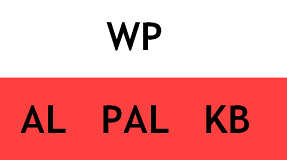
Opaska noszona przez żołnierzy Połączonych Sił Zbrojnych AL, PAL, KB

Połączone Siły Zbrojne – porozumienie wojskowe między Armią Ludową, Polską Armią Ludową i Korpusem Bezpieczeństwa zawarte w czasie powstania warszawskiego w dniach 14 i 15 września 1944. 
17 września (według innych źródeł 20 września) 1944 r. odbyły się rozmowy między Dowództwem Połączonych Sił Zbrojnych AL, PAL i KB a komendą Okręgu Warszawskiego AK. z udziałem dowódcy powstania warszawskiego gen. Antoniego Chruściela. Wysuniętą przez przedstawiciela AL majora Józefa Małeckiego propozycję podjęcia natarcia powstańczego ze śródmieścia na Powiśle czerniakowskie w celu połączenia się z walczącymi tam wojskami polskimi i radzieckimi dowództwo AK odrzuciło, uznawszy ją za niewykonalną.
23 września na terenie śródmieścia ukazał się pierwszy numer Wojska Polskiego, organu prasowego Połączonych Sił Zbrojnych AL, PAL i KB, redagowanego przez trzyosobowy zespół w składzie: Jerzy Morawski ps. „Jurek“, Andrzej Weber ps. „Andrzej“ oraz Feliks Baranowski ps. „Henryk“. 
W dniu 26 września na bazie porozumienia wojskowego zawarto porozumienie polityczne noszące nazwę Powstańcze Porozumienie Demokratyczne w skład którego weszli przedstawiciele Polskiej Partii Robotniczej, Robotniczej Partii Polskich Socjalistów, Polskiej Ludowej Akcji Niepodległościowej, Bundu i Związku Syndykalistów Polskich.
Po upadku powstania, 2 października 1944 r. dowódca Połączonych Sił Zbrojnych AL, PAL, KB, gen. Julian Skokowski, rozkazem nr 7 i 7a, nadał 84 oficerom i żołnierzom Krzyże Virtuti Militari, a 12 żołnierzom Krzyże Walecznych. Oddziały AL i PAL rozformowały się, a żołnierze tych organizacji rozproszyli się wśród ludności cywilnej i wraz z nią opuścili stolicę.

## Dowództwo
- dowódca pułkownik Julian Skokowski „Zaborski” (zastępca komendanta głównego PAL)
- zastępca dowódcy major Józef Małecki „Sęk” (zastępca szefa sztabu DG AL)
- II zastępca pułkownik Leon Korzewnikjanc „Doliwa” (szef sztabu KG KB)

## Liczebność
Antoni Przygoński podaje, że w skład Połączonych Sił Zbrojnych wchodziło 1173 żołnierzy AL (431 w Śródmieściu, 167 na Czerniakowie Górnym i 575 na Żoliborzu), 683 żołnierzy PAL (593 w Śródmieściu, 37 na Czerniakowie i 53 na Mokotowie) i 801 żołnierzy KB (w Śródmieściu). Połączone Siły Zbrojne AL, PAL i KB liczyły więc łącznie 2657 żołnierzy.
Józef Garas mówi o ponad 5000 ludzi walczących w ostatnich tygodniach powstania w szeregach PSZ, w tym 1300 z Armii Ludowej, 700 z PAL i 3000 z Korpusu Bezpieczeństwa.